# Reinhard Schiffers
Reinhard Schiffers (* 17. September 1935 in Erfurt) ist ein deutscher Historiker und Politikwissenschaftler.

## Leben und Wirken
Schiffers wurde 1971 an der Universität Mannheim promoviert und habilitierte sich 1979 an der dortigen Fakultät für Sozialwissenschaften. Er war wissenschaftlicher Mitarbeiter der Kommission für Geschichte des Parlamentarismus und der politischen Parteien in Bonn und außerplanmäßiger Professor an der Rheinischen Friedrich-Wilhelms-Universität Bonn.
Schiffers Forschungsschwerpunkte sind Föderalismus, Geschichte des Parlamentarismus und der politischen Parteien, Politikinstrumente und Politikentscheidungen direkter Demokratie sowie die politischen Systeme der Benelux-Länder.

## Schriften (Auswahl)
- Elemente direkter Demokratie im Weimarer Regierungssystem, Droste, Düsseldorf 1971.
- Der Hauptausschuß des Deutschen Reichstags 1915–1918. Formen und Bereiche der Kooperation zwischen Parlament und Regierung, Droste, Düsseldorf 1979.
- Grundlegung der Verfassungsgerichtsbarkeit. Das Gesetz über das Bundesverfassungsgericht vom 12. März 1951, Droste, Düsseldorf 1984.
- Zwischen Bürgerfreiheit und Staatsschutz. Wiederherstellung und Neufassung des politischen Strafrechts in der Bundesrepublik Deutschland 1949–1951, Droste, Düsseldorf 1989.
- (Bearb.): FDP-Bundesvorstand. Die Liberalen unter dem Vorsitz von Erich Mende. Sitzungsprotokolle 1960–1967, Droste, Düsseldorf 1993.
- Weniger Länder – mehr Föderalismus? Die Neugliederung des Bundesgebietes im Widerstreit der Meinungen 1948/49–1990. Eine Dokumentation, Droste, Düsseldorf 1996.
- Verfassungsschutz und parlamentarische Kontrolle in der Bundesrepublik Deutschland 1949–1957. Mit einer Dokumentation zum „Fall John“ im Bundestagsausschuß zum Schutz der Verfassung, Droste, Düsseldorf 1997.
- »Weimarer Erfahrungen«. Heute noch Orientierungshilfe? In: Theo Schiller, Volker Mittendorf (Hrsg.): Direkte Demokratie. Forschung und Perspektiven, Wiesbaden 2002, S. 65–75.
- (Bearb.): Die CDU/CSU-Fraktion im Deutschen Bundestag. Teil: 3: Sitzungsprotokolle 1957–1961, 2 Halb-Bde., Droste, Düsseldorf 2004.